# Bosque Redondo

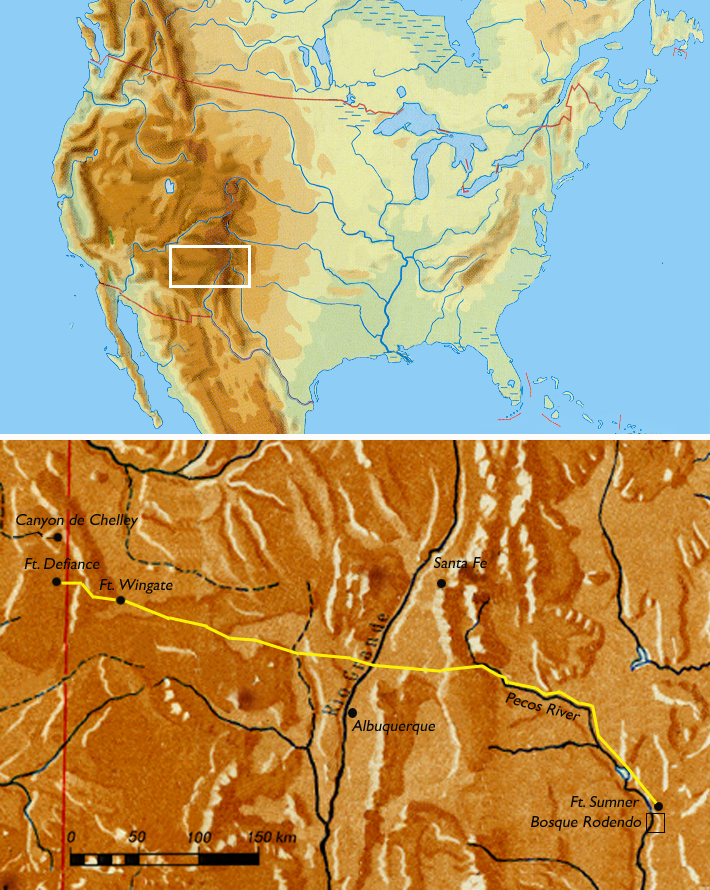
Der Lange Marsch

Bosque Redondo (span.: Rundes Wäldchen) wurde ein Lager im Südosten New Mexicos genannt, in dem die US-Regierung in den Jahren von 1863 bis 1868 mehr als 8500 Diné und 500 Mescalero-Apachen internieren ließ.
Am 31. Oktober 1862 wurde vom Kongress der Vereinigten Staaten die Errichtung von Fort Sumner beschlossen. General James Henry Carleton hatte den Bau des Forts befürwortet, um den Schutz der Siedler im Tal des Pecos Rivers vor den dort lebenden Indianerstämmen zu gewährleisten. Ganz in der Nähe lag das Gebiet von Bosque Redondo, ein Areal von etwa 4000 km² Größe entlang des Pecos Rivers.
Das Lager war eingerichtet worden, um den Indianern zu zeigen, wie man sich durch Farmarbeit ernähren konnte. Doch schon bald stellte sich heraus, dass es in Bosque Redondo weder genügend Wasser noch Feuerholz gab. Trotzdem wurde Colonel Kit Carson angewiesen, 1862 die Mescalero und bis Ende 1864 die Diné nach Bosque Redondo zu bringen. Dieser 450 km lange Leidenszug vom Heimatland der Diné im Norden Arizonas und New Mexicos nach Bosque Redondo ging als Langer Marsch (engl. Long Walk) in die Geschichte des amerikanischen Südwestens ein.
Die Regierung hatte mit etwa 5000 Bewohnern des Lagers gerechnet, nun aber waren dort über 9000 Indianer eingetroffen, und es gab bald Probleme mit der Versorgung. Diejenigen, die den Langen Marsch überlebt hatten, befanden sich nun auf einem öden Streifen alkalischen sandigen Landes entlang des Pecos Rivers. Die meisten Bäume des runden Wäldchens hatte man gefällt, um das benachbarte Fort Sumner zu erbauen. Die Diné hoben Gräben und Löcher im Boden aus, um sich gegen Sonne, Wind und Kälte zu schützen. Das wenige Holz war schnell verfeuert, und die Indianer mussten kilometerweit gehen, um Mesquitewurzeln auszugraben, die sie als Feuerholz nutzten. Zudem war das alkalihaltige Wasser des Pecos River fast ungenießbar.
Bald brachen blutige Konflikte zwischen Diné und Mescalero Apachen aus, die seit alter Zeit verfeindet waren. Unter Aufsicht der weißen Wärter hoben die Indianer etwa 50 km Bewässerungsgräben aus, pflügten 800 ha Land und bauten vorwiegend Mais darauf an. Doch Schädlinge und Trockenheit führten in den folgenden beiden Jahren zu Missernten, und im dritten Jahr trat der Pecos River über die Ufer und zerstörte die Bewässerungsgräben. Inzwischen hatten die Mescalero das Lager 1865 ohne Genehmigung verlassen. Sie erhielten 1873 nach langen Verhandlungen mit der Regierung ein Reservat weiter südlich in New Mexico.
Hunderte von Indianern starben an Unterversorgung und Krankheiten, und nach drei Jahren, gekennzeichnet durch Missernten und der Flucht vieler verzweifelter Bewohner, wurde es offensichtlich, dass Carletons Plan gescheitert war, und die Diné forderten die Rückkehr in ihr traditionelles Stammesland. Die amerikanische Regierung beauftragte General William Tecumseh Sherman mit der Untersuchung der Lage in Bosque Redondo, und er war erschüttert über die dort herrschenden Zustände. Am 1. Juni 1868 unterzeichneten Diné-Häuptlinge in Fort Sumner einen Vertrag, in dem die Regierung ihnen ein Reservat in der alten Heimat zuteilte und dem Stamm die Rückkehr bewilligte. Auch tausende geflohene Diné schlossen sich den Heimkehrern an.
1968, hundert Jahre nach Unterzeichnung des Vertrages, wurde Fort Sumner zum New Mexico State Monument erklärt. Im Jahr 2005 eröffnete man auf dem Gelände ein neues Museum, entworfen vom Navajo-Architekten David Sloan. Es trägt den Namen Bosque Redondo Memorial (Gedächtnisstätte für Bosque Redondo).